# The Luck of the Irish
The Luck of the Irish (titulada La suerte del irlandés en Hispanoamérica y Un golpe de suerte en España) es un largometraje de Disney Channel transmitido por primera vez en EE. UU. el 9 de marzo de 2001, por Disney Channel. Ha sido transmitida varias veces cada marzo en Disney Channel alrededor del Día de San Patricio. Dirigido por Paul Hoen, fue protagonizado por Ryan Merriman, Alexis Lopez, Timothy Omundson y Henry Gibson.

## Argumento
Kyle Johnson (Ryan Merriman) es un jugador popular de baloncesto en la escuela secundaria que nunca ha conocido acerca de su patrimonio. A menudo se le dijo por su mejor amigo, Russell Halloway (Glenndon Chapman), que es la persona más afortunada que ha conocido. Él siempre está encontrando dinero en la calle, por lo que no tiene que poner dinero para el almuerzo, nunca falla un tiro, cuando juega al baloncesto, y cuando no ha terminado su examen de estudios sociales, adivina en todas las respuestas, sólo que disponga su ser todo lo correcto. Un día, visita un carnaval irlandés, cuando descubre que no puede dejar de bailar el paso, junto con la música folk irlandesa. Es derribado por uno de los feriantes, y cuando se levanta se da cuenta de que se siente diferente. Al día siguiente, tiene el desafortunado día de su vida. Él pierde su dinero para el almuerzo, el almuerzo que trajo de su casa se derramó sobre él, no puede encontrar su tarea, y pierde cada tiro en el baloncesto. Al día siguiente, su madre de repente cambia de ser americana a irlandesa, y mientras está en la clase de ciencias se da cuenta de que alguien ha robado su moneda de oro de la suerte (la moneda falsa se sintió atraída por un imán y el oro real, no es magnético). Cosas extrañas comienzan a sucederle a Kyle, sus orejas se volvieron puntiagudas, su pelo empieza a ponerse rojo, y él empieza a bajar de estatura. Kyle regresa a casa un día para encontrar que a su mamá se ha reducido a dos pulgadas. Entonces le reveló la verdad a Kyle que la familia de su madre son duendes. Kyle sólo es medio leprechaun, ya que su padre es de Cleveland, Ohio. También resulta que la moneda de oro que llevaba era (O'Reilly es el apellido de soltera de la madre de Kyle) moneda de la suerte. Una moneda mágica que, cuando se encuentra en poder del miembro más joven de la familia, permite a todos los duendes en la familia pasar como seres humanos normales, y trae buena suerte a todos ellos. Pero desde que la moneda se ha ido, la familia está pasando por un mal momento, y está volviendo a su forma real. 
Kyle descubre que tiene un abuelo de 200 años de edad, que ha estado en una larga disputa con su mamá. Sin embargo, cuando Kyle, su familia y sus amigos ponen sus cabezas juntas, deciden perseguir a un far darrig llamado Seamus que le ha robado su suerte (la moneda de oro). En el proceso de conseguir la moneda de nuevo, Kyle descubre que su pasado no siempre es tan importante como el presente, pero hace lo que eres. Kyle también tiene que hacer algunas apuestas graves y de riesgo con el duende malo Seamus, y a veces se necesita algo más que suerte para triunfar en la cara de la adversidad. Por último, al final, con la ayuda de su mejor amigo Russell, Kyle derrota a Seamus y lo destierra a vivir para siempre atrapado en el lago Erie (parte de la apuesta era que si Seamus era derrotado tendría que vivir para siempre en el borde del lago Erie, "la tierra de sus ancestros", Seamus pensó que Kyle pronunciaba mal "Eire", pero no sabía que el padre de Kyle era de Ohio). Para el Día de la Herencia, Kyle hace una danza popular irlandesa y al terminar, la multitud se dispone a cantar "This Land Is Your Land".

## Reparto
- Ryan Merriman - Kyle Johnson
- Henry Gibson - Reilly O'Reilly
- Alexis Lopez - Bonnie Lopez
- Glenndon Chatman - Russell Halloway
- Marita Geraghty - Kate O'Reilly Johnson/Kate Smith
- Paul Kiernan - Bob Johnson/Robert Smith
- Timothy Omundson - Seamus McTiernan
- Duane Stephens - Patrick
- Charles Halford - McDermot